# Love Kraft
Love Kraft je sedmé studiové album velšské skupiny Super Furry Animals. Album vyšlo v srpnu 2005 u vydavatelství Epic Records. Album produkovala skupina Super Furry Animals a Mario Caldato, Jr.
V žebříčku UK Albums Chart se umístilo nejlépe na 19. místě.

## Seznam skladeb
| Pořadí | Název                      | Délka |
| ------ | -------------------------- | ----- |
| 1.     | Zoom!                      | 6:53  |
| 2.     | Atomik Lust                | 4:53  |
| 3.     | The Horn                   | 3:01  |
| 4.     | Ohio Heat                  | 4:07  |
| 5.     | Walk You Home              | 4:00  |
| 6.     | Lazer Beam                 | 4:55  |
| 7.     | Frequency                  | 4:39  |
| 8.     | Oi Frango (instrumentální) | 2:23  |
| 9.     | Psyclone!                  | 4:19  |
| 10.    | Back on a Roll             | 3:46  |
| 11.    | Cloudberries               | 5:04  |
| 12.    | Cabin Fever                | 6:20  |

## Obsazení
Super Furry Animals
- Gruff Rhys – zpěv, kytara
- Huw Bunford – kytara, doprovodný zpěv, zpěv
- Guto Pryce – baskytara
- Cian Ciarán – klávesy, doprovodný zpěv, zpěv
- Dafydd Ieuan – bicí, doprovodný zpěv, zpěv

Ostatní hudebníci
- Kris Jenkins – perkuse
- Nadia Griffiths – zpěv
- Debi McLean – zpěv
- Jonathan Thomas – slide guitar
- Jordi – tleskání
- Côr CF1 – doprovodný zpěv
- David Ralicke – flétna
- Sarah Clarke – basklarinet
- Tracy Holloway – pozoun
- Jeff Daly – barytonjsaxofon
- Matthew Draper – anglický roh
- Marcus Holloway – violoncello
- Clare Raybould – housle
- Brian Wright – housle
- Elspeth Cowey – housle
- Ellen Blair – housle
- Amanda Britton – housle
- Sally Herbert – housle
- Laura Melhuish – housle
- Gill Morley – housle
- Jacqueline Norrie – housle
- Will Morris Jones – aranžmá
- Osian Gwynedd – aranžmá
- Sean O'Hagan – aranžmá